# Mohammed al-Saiari
Mohammed Eidah al-Saiari (arabisch محمد عيضة الصيعري, DMG Muḥammad ʿAiḍa aṣ-Ṣaiʿarī; * 2. Mai 1993) ist ein saudi-arabischer Fußballspieler.

## Karriere

### Verein
Er begann seine Laufbahn als Spieler bei al-Ittihad und wechselte für die Saison 2015/16 zum Hajer FC. Danach schloss er sich al-Ettifaq an, von wo er nach einem halben Jahr bis zum Ende der Spielzeit zu al-Taawoun verliehen wurde. Nach dem Ende dieser Leihe verblieb er für eine Spielzeit im Kader seines Stammklubs und wurde für die Saison 2018/19 an al-Hazem verliehen. Das Ende dieses Leihtransfers war auch sein Ende bei al-Ettifaq und es zog ihn weiter zu al-Wahda. Nach einem halben Jahr verlieh dieser ihn zu al-Faisaly, wo er den Rest der Spielzeit 2019/20 verbrachte. Dort stand er dann ab der Saison 2020/21 fest unter Vertrag. Zur Spielzeit 2022/23 wechselte er wiederum weiter zu al-Ittihad, wo er seine Karriere auch schon begann. Am Ende der Saison 2022/23 feierte er mit dem Verein die saudi-arabische Meisterschaft.

### Nationalmannschaft
Sein Debüt in der A-Nationalmannschaft hatte er am 31. Dezember 2018 bei einem 0:0-Freundschaftsspiel gegen Südkorea, wo er in der 61. Minute für Fahad al-Muwallad eingewechselt wurde. Nach drei Einsätzen bei der Asienmeisterschaft 2019 bestritt er kein weiteres Spiel.

## Erfolge
Ittihad FC
- Saudi-arabischer Meister: 2022/23